# Луций Юлий Цезар (проквестор)
Вижте пояснителната страница за други личности с името Луций Юлий Цезар.
Луций Юлий Цезар V (на латински: Lucius Julius Caesar V; † 46 пр.н.е.) е политик на Римската република през 1 век пр.н.е.

## Произход и кариера
Произлиза от клон Юлии Цезари на фамилията Юлии. Той е син на Луций Юлий Цезар IV. Втори братовчед е на Гай Юлий Цезар.
През 50 пр.н.е. той е квестор. Когато Цезар през 49 пр.н.е. присича р. Рубикон и така предизвиква гражданската война, той е изпратен от Сената с претор Луций Росций Фабат и други сенатори в Ариминум, за да води преговори с Цезар. Той му носи и частни преговорни предложения на Помпей. След това той и Росций занасят в Капуа, където са избягали Помпей, консулите и част от Сената, предложенията на Цезар. С отговорите те пътуват отново при Цезар.
При избухналата война през 49 пр.н.е. той е, противно на баща си, привърженик на Сената и на Помпей Велики, и служи най-вече в Африка. С десет военни кораба Луций Цезар прави неуспешен опит при Clupeae до Anquillaria да попречи на претор Гай Скрибоний Курион да навлезе в Африка. Бяга със закрития си тригребен кораб на брега и пристига пеша до град Хадрументум в Тунис. Градът е държан от Гай Консидий Лонг. След това Луций Цезар остава в Африка заедно с помпеанците и през 46 пр.н.е. става проквестор при Марк Порций Катон Млади. След Битката при Тапс той е помилван от Цезар и остава в Африка, но скоро след това е убит, не е известно дали по нареждане на Гай Юлий Цезар.